# لخميات الشكل
رتبة  لخميات الشكل أو اللخمة الكلبية أو اللخمة البهشية (باللاتينية: Myliobatiformes) مليوباتيفورميس هي رُتبة من بين الأربع رُتَب الموجودة ضمن الشفنينيات، الخاصة بالأسماك الغضروفية ذات الصلة بالقروش. وقد كانت هذه الأسماك مُضمنة سابقًا في رُتبة الليائيات، لكن دراسات علم الوراثة العرقي الحديثة أوضحت أن رتبة المليوباتيفورميس هي مجموعة أحادية العرق، وأن أكثر أعضائها المشتقين طوَّروا أشكالهم المُسطَّحة للغاية بشكلٍ مستقل عن أسماك الورنك.

## التصنيف
تصنيف نيلسون لعام 2006 أسماك العالم، تُرتِّب أسماك اللخمة البهشية كالتالي:
- رُتيبة Platyrhinoidei
  - فصيلة لخمة قنفذية (thornbacks)
- رُتيبة Zanobatoidei
  - فصيلة رقيطة لاسعة (panrays)
- رُتيبة سمك الرقيطة
  - فوق فصيلة Hexatrygonoidea
    - فصيلة لخمة سداسية الخياشيم (sixgill stingrays)

  - فوق فصيلة Urolophoidea
    - فصيلة Plesiobatidae (سمك الراي اللاسع في المياه العميقة)
    - فصيلة Urolophidae (سمك الراي اللاسع المستدير)

  - فوق فصيلة Urotrygonoidea
    - فصيلة Urotrygonidae (سمك الراي اللاسع المستدير الأمريكي)

  - فوق فصيلة Dasyatoidea
    - فصيلة سمك الراي اللاسع (سمك الراي اللاسع)
    - فصيلة Potamotrygonidae (سمك الراي النهري اللاسع)
    - فصيلة شفنين فراشي (سمك راي الفراشة)
    - فصيلة شفانين عقابية (سمك راي النسر، سمك راي مانتا)